# Standortmarketing
Standortmarketing ist der Oberbegriff über die in der Literatur und Praxis vielfach undefiniert verwendeten Begriffe Straßen-, Stadtteil-, City- (Innenstadt-) und Regionalmarketing, die je nach geographischer Abgrenzung verwendet werden. Standortmarketing ist die Ausrichtung einer Stadt oder Region – als Standortanbieter – an regionale, nationale und internationale Standort-Märkte. Ziel ist die Beeinflussung der Standortentscheidungen von Unternehmen. Dabei richtet sich das Marketing auf die Sicherung bestehender Betriebsstätten sowie die Gewinnung von neuen ansiedlungswilligen Unternehmen. Standortmarketing umfasst neben der Beschaffung und Vermarktung von Grundstücken auch die Beeinflussung von Stadtentwicklung, der Infrastruktur, des Verkehrs und der Umwelt, um im Rahmen einer Produktpolitik die Standortbedingungen der Stadt für die Zielgruppe Unternehmen attraktiver zu gestalten. Darüber hinaus möchten die Betreiber des Standortmarketings mehr Bekanntheit und ein besseres Image bei der primären Zielgruppe Unternehmen erreichen sowie bei Touristen, Investoren, qualifizierte Arbeitskräfte, Familien werben und zusätzliche Kaufkraft an den Standort bringen.

## Standortmarketing als Aufgabe
Standortmarketing ist die zentrale Aufgabe im Wettbewerb der Standorte, warum es auch 90 % der deutschen Standorte betreiben. Doch das Marketing weist zwischen diesen Standorten im Umfang und in der Anwendung der Instrumente (Marketing-Mix) sowie letztendlich auch in der praktischen Professionalität große Unterschiede auf.

## Standortmarketing-Prozess
Basis jedes guten Marketings, so auch für Standorte, ist ein Planungsprozess. Er umfasst die Schritte Marktforschung, Ziel- und Strategieformulierung, Gestaltung des Marketing-Mix (4 Ps: Produktpolitik, Preispolitik, Kommunikationspolitik und Distributionspolitik), operative Umsetzung und Kontrolle.

### Marktforschung
Für die Betreiber des Standortmarketings beginnt die Planung mit der Analyse der „Märkte“: Diese Märkte sind durch die Zielgruppen bestimmt, d. h. Investoren bzw. Unternehmen, Touristen, Wohnbevölkerung und Arbeitskräfte, die sich örtlich verändern wollen oder sollen, aber auch Politiker, allgemeine Öffentlichkeit und Medien. Zur Analyse der entsprechenden Märkte gehört – im Sinne einer Situationsanalyse – die Erfassung und Bewertung der Zielgruppen in Umfang und Bedarf, der Konkurrenten mit deren Stärken, Schwächen und Aktivitäten (auch im Vergleich zu sich selbst) sowie Rahmenbedingungen der Märkte, gegeben aus der Politik und gesellschaftlicher Entwicklungen. Immer wieder wird in praxi das Image eines Standortes erhoben.

### Ziel- und Strategieformulierung
Aus diesen Ergebnissen werden Ziele für das Marketing formuliert: Welche Märkte und Zielgruppen möchte und welche kann man realistisch erreichen? Wen will ich ansiedeln? Wer soll unseren Standort besuchen? Was soll das ULP (Unique Local Proposition) des Standortes – das zentrale Argument für die Standortwahl von Investoren, Touristen u. a. sein? Welche Corporate Identity, welches Leitbild, welches Soll-Image und welche Position und damit welches Profil soll der Standort im Reigen der anderen Standorte einnehmen? Dieser Schritt ist in der Regel hoch politisch und verlangt besonders viel Abstimmungs- und Vorbereitungsarbeit.

### Marketing-Mix
Entlang dieser Vorgaben ist der Marketing-Mix für den Standort festzulegen: Über welche Wege (Medien) soll ich welche Argumente und welchem Ton kommunizieren? Welche greifbaren Eigenschaften muss ich an meinem Standort ändern (z. B. eine neue Promenade, Servicestellen für Touristen, Hotelführer, Parkanlagen, Fahrradwege, Feste am Standort)? Kann ich die Lebens-, Tourismus- und Investitionen am Standort verändern (z. B. durch subventionierte Grundstücke für Unternehmensansiedler, geringe oder keine Kurtaxe, Kredite für Hausbau)? Wie gelange ich zu den Zielgruppen (direkte Ansprache, über Mittlere, Reiseveranstaltungen in die Region)? Wie gelangen die Zielgruppen zum Standort („Standort-Rezeption“ für Interessenten wie z. B. ein Tourismusbüro oder für interessierte Investoren)? Alle diese Fragen sind in konkreten Aktivitäten wiederzufinden.

### Umsetzung
In der Phase der Umsetzung entsteht i. d. R. der größte finanzielle Bedarf wie auch der Bedarf, mit den wichtigen Akteuren am Standort (Unternehmen, Politik & Verwaltung, Sponsoren, Sport- und Kulturvereine, aber auch die Bevölkerung) zu kooperieren bzw. deren praktische Unterstützung einzuholen. Neu- und Umbauten, Feste, Sport- und Kulturveranstaltungen, Werbekampagnen, Einrichtung einer Anlaufstelle sowie Lockerung von Verwaltungsvorschriften (z. B. für Bauland) sind nur wenige Beispiele für Aktivitäten, die nur mit Kooperationsbereitschaft und/oder Geldern möglich sind.

### Kontrolle
Hatten die Aktivitäten des Standortmarketing – im Sinne der gesetzten Ziele – Erfolg? In welchem Maße wurden sie erreicht? Wurde Falsches erreicht? Stehen Erfolg und Einsatz von Geld und Arbeit in einem angemessenen Verhältnis? Erfolgskontrolle kann einmalig am Ende eines Projektes innerhalb des laufenden Marketing oder kontinuierlich begleitend zu Marketing erfolgen. Auch hier sind die Unterschiede in der Praxis groß. Eine durchdachte Kontrolle findet sich jedoch nur bei wenigen Betreibern in Deutschland, ein Controlling gar – also die Rückkopplung aus den Ergebnissen der Kontrolle zurück auf die Ziele und Planung des Marketing – ist praktisch nicht zu finden. Allerdings wird dies in Zukunft immer notwendiger sein, denn Sponsoren wollen dauerhaft Erfolge sehen und nachgewiesen bekommen, und die konkurrierenden Standorte auf der Welt schlafen nicht.